# Ambassade du Cameroun aux États-Unis
L'ambassade du Cameroun aux États-Unis, également connu sous le nom de Maison Christian Hauge, est la représentation diplomatique de la république du Cameroun auprès des États-Unis d'Amérique située à Washington; En 2009, l'ambassade a temporairement quitté le bâtiment pour permettre une rénovation majeure de la propriété, et s'est installée pour l'instant au 1700 Wisconsin Ave, N.W., puis à son emplacement actuel au 3400 International Drive N.W.
L'actuel ambassadeur du Cameroun aux États-Unis est M. Henri Étoundi Essomba, qui a été nommé par le président de la république du Cameroun le 11 avril 2016 en remplacement du précédent ambassadeur, Joseph Bienvenu Charles Foe-Atangana. Avant sa nomination, Étoundi Essomba était l'ambassadeur du Cameroun en Israël. 

## Bâtiment
La construction de l'ambassade a commencé en 1906 et a été conçue par George Oakley Totten Jr. (en). La maison a été commandée par Hauge, un diplomate norvégien. Hauge est décédé en 1907, sans voir son manoir achevé. Sa femme a vécu dans la maison jusqu'en 1927.